# Angrogna
Angrogna (piemonti nyelven Angreugna, okcitánul Angruenha) egy olasz község (comune) a Piemont régióban.